# Józef Smak
Józef Ignacy Smak (ur. 5 stycznia 1936 w Sochaczewie) – polski astronom, profesor dr hab. Uniwersytetu Warszawskiego, wieloletni pracownik i dyrektor Centrum Astronomicznego im. Mikołaja Kopernika PAN, członek rzeczywisty Polskiej Akademii Nauk.

## Życiorys
Józef Smak ukończył studia na Uniwersytecie Warszawskim w 1958 roku. W 1961 roku uzyskał stopień doktora, a w 1965 roku – stopień doktora habilitowanego. Profesorem nadzwyczajnym został w 1971 roku, a tytuł profesora zwyczajnego uzyskał w 1981 roku. W 1986 roku został członkiem korespondentem PAN, a od 1998 roku jest członkiem rzeczywistym PAN.
Opublikował ponad 100 prac naukowych, przede wszystkim z zakresu budowy i ewolucji gwiazd, ciasnych układów podwójnych i gwiazd zmiennych. Był promotorem 4 prac doktorskich. Wychował parę pokoleń warszawskich astronomów.
W 1996 roku Józef Smak był promotorem doktoratu honoris causa Uniwersytetu Warszawskiego Riccardo Giacconiego, późniejszego laureata Nagrody Nobla (w 2002 roku).

### Działalność naukowa
Od 1958 roku był kolejno asystentem, starszym asystentem i adiunktem w Katedrze Astronomii Uniwersytetu Warszawskiego. W 1965 roku został zatrudniony w Zakładzie Astronomii PAN jako docent (1965–1971) i profesor (1971–). Zakład Astronomii zmienił nazwę na Centrum Astronomiczne im. Mikołaja Kopernika 11 lutego 1976 roku. Józef Smak był dyrektorem Zakładu/Centrum w latach 1974–1981, w czasie, gdy wybudowano nowy budynek Centrum (otwarty 24 maja 1978 roku) i wyposażono je w supernowoczesny wtedy amerykański komputer PDP-11/45. Ponownie był dyrektorem Centrum w latach 1995–1998, a w latach 1984–1986, 1993-95 i ponownie od 2007 roku był przewodniczącym Rady Naukowej Centrum.
Józef Smak razem z Bohdanem Paczyńskim byli inicjatorami budowy Centrum, którego koncepcję przedstawili 2 marca 1970 roku.
Smak przebywał na licznych stażach naukowych, był m.in.:
- assistant astronomer w Obserwatorium Licka i w University of California (1963–1965)
- distinguished visiting professor w Ohio State University (1973–1974)
- visiting professor w University of California, Los Angeles (1989).

Brał udział w pracach Centralnej Komisji ds. Stopni i Tytułów: był przewodniczącym Sekcji V (1993–1998) i wiceprzewodniczącym tejże Komisji (2003–2006).

### Osiągnięcia naukowe
W swojej działalności naukowej prowadził obserwacyjne i teoretyczne badania gwiazd zmiennych, w tym ciasnych układów podwójnych. Wraz z Wojciechem Krzemińskim w latach 60. i 70. XX wieku jako pierwsi zasugerowali, że w obiektach tych zachodzi proces akrecji materii i poprawnie zinterpretowali ich krzywe zmian blasku jako pochodzące od dysku akrecyjnego uderzanego przez wąski strumień materii wypływającej przez wewnętrzny punkt Lagrange’a z mniej masywnego składnika układu. Przedstawił model standardowy układów kataklizmicznych, który stał się kanonem wiedzy o tych układach. Stworzył podwaliny wiedzy o dyskach akrecyjnych, w tym modelu wybuchów nowych karłowatych. Był również pierwszym, który na początku lat 70. wykrył zmienność rozmiarów dysku akrecyjnego w układzie U Gem, obserwacyjnie dowodząc w ten sposób teorię wyjaśniającą wybuchy nowych karłowatych na skutek niestabilności w dysku. Był również jednym z tych badaczy, którzy na początku lat 80. odkryli niestabilność termiczną dysków w układach kataklizmicznych.

### Działalność edytorska
Józef Smak był redaktorem naczelnym czasopism naukowych: „Acta Astronomica” (1966–1969) i „Postępy Astronomii” (1988–1989).
Jest autorem m.in. książek „Opowiadania starego astronoma” (2010) oraz „Nowe opowiadania starego astronoma” (2013).

## Członkostwo w organizacjach
- członek Polskiego Towarzystwa Astronomicznego (sekretarz ZG w latach 1969–1973)
- członek Międzynarodowej Unii Astronomicznej (prezydent Komisji 27 Gwiazd Zmiennych 1976–1979, prezydent Komisji 42 Ciasnych Układów Podwójnych 1985–1988, wiceprezydent Unii w latach 1991–1997)
- zastępca sekretarza Wydziału III Nauk Matematycznych, Fizycznych i Chemicznych PAN (1990–1992)
- zastępca przewodniczącego (1975–1977 i 1981–1983), następnie przewodniczący (1984–1992) w Komitecie Astronomii PAN
- członek Academia Europaea (od 1990 roku).

## Odznaczenia i nagrody
- Złoty Krzyż Zasługi (1973)
- Krzyż Kawalerski Orderu Odrodzenia Polski (1990)
- Krzyż Oficerski Orderu Odrodzenia Polski (2002)
- Nagroda Młodych Polskiego Towarzystwa Astronomicznego (1961, 1965)
- Nagroda Wydziału III Nauk Matematycznych, Fizycznych i Chemicznych PAN (1966)
- Nagroda Sekretarza Naukowego PAN (1983).

## Życie prywatne
Żonaty z Anną Michałowską. Mieszka w Warszawie.